# Mohammédia
Mohammédia er en by i det vestlige Marokko, med et indbyggertal (pr. 2004) på cirka 188.000. Byen ligger på landets atlanterhavskyst, mellem byerne Rabat og Casablanca.